# Российская родословная книга
«Российская родословная книга» — наиболее полный в Российской империи источник по генеалогии российского дворянства.
Опубликована в 4 частях в 1854—1857 годах за авторством князя П. В. Долгорукова. После отбытия автора в эмиграцию издание дальнейших томов стало невозможным. Когда после смерти Долгорукова в 1868 году его документы были приобретены царским правительством, издание возобновил (под именем «Русской родословной книги») высокопоставленный сановник А. Б. Лобанов-Ростовский.

## Издание Долгорукова

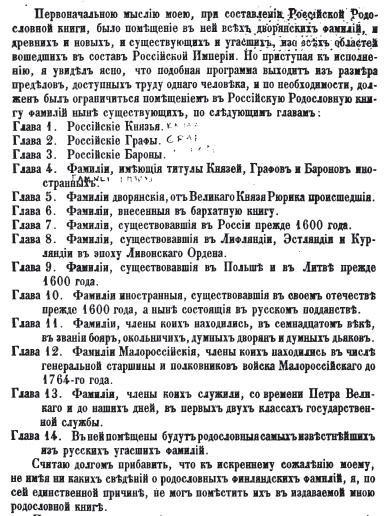
Структура издания намечена в предисловии к «Российской родословной книге». Следующие за 4-м тома планировалось посвятить столбовому дворянству Речи Посполитой и Ливонского ордена.

«Российская родословная книга» представляет собой переработку материалов «Российского родословного сборника», изданного Долгоруковым в начале 1840-х годов на основе неопубликованных бумаг П. Ф. Карабанова и М. Г. Спиридова, которые в течение 30 лет делали выписки из архивных документов, впоследствии погибших при московском пожаре 1812 года.
Долгоруков отказывал в высокородии некоторым из самых приближенных к Романовым дворянских родов (включая Воронцовых и Нарышкиных) и вообще состоял на дурном счету у царского правительства. В связи с этим первый том «Родословной книги» проходил тщательную проверку в III отделении; на предмет присутствия цензурной крамолы его изучал лично М. А. Корф, председатель Бутурлинского комитета.
Издание Долгорукова стало вехой в истории российского источниковедения, так как это был первый родословный справочник, очищенный от очевидных измышлений и нестыковок, то есть соответствующий минимальным научным требованиям. Содержание томов было следующим:
- Первая часть — фамилии российско-княжеские (в том числе Рюриковичи и Гедиминовичи).
- Вторая часть — фамилии российско-графские и российско-баронские.
- Третья часть — титулованное дворянство иностранного происхождения.
- Четвёртая часть — столбовое нетитулованное дворянство (в том числе внесённое в Бархатную книгу) до буквы «Е» включительно.

В начале XX века Л. М. Савёлов, с сожалением отмечая, что некоторые из использованных Спиридовым источников оказались сфабрикованными (и соответствующие данные проникли в издание Долгорукова), в то же время констатировал, что его родословная книга «до сих пор остаётся ничем не заменённою, без неё невозможно обойтись ни одному генеалогу, о многих родах мы не имеем никаких других сведений, кроме напечатанных кн. Долгоруковым».
Использованная Долгоруковым система родословной росписи закрепилась в российской генеалогии как общепринятая. В книге начала XXI века Е. В. Пчелов всё ещё называет издание Долгорукова «настольной книгой всех русских генеалогов».

## Продолжения

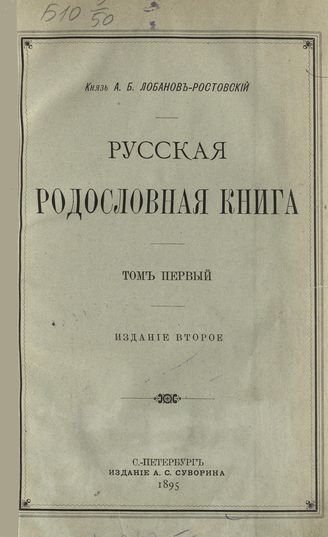
Лобанов-Ростовский А.Б. Русская родословная книга

Когда в 1861 году Долгоруков был лишён российского подданства, он уже несколько лет как жил в Париже, куда успел вывезти и свой архив. В связи с этими событиями дальнейшее издание долгоруковских родословных росписей прекратилось. Через год после смерти Долгорукова его бумаги через подставное лицо выкупило царское правительство. Заместитель министра внутренних дел А. Б. Лобанов-Ростовский, живо интересовавшийся русской стариной, «сумел получить драгоценную коллекцию, вдесятеро оплатив расходы тайной полиции на её приобретение». Все сохранившиеся бумаги долгоруковского архива (позднее поступившего в Собственную библиотеку Государя) помечены его инициалами «Л-Р».
В 1873—1875 годах Лобанов-Ростовский под названием «Русской родословной книги» анонимно опубликовал в «Русской старине» порядка 250 родословных росписей из собрания Долгорукова, не вошедших в «Российскую родословную книгу» 1850-х годов (посвящены в основном угасшим родам). За год до этого он издал с собственными дополнениями и примечаниями просопографические материалы Карабанова. В 1895 году уточнённая и дополненная «Русская родословная книга» вышла двумя отдельными томами, на этот раз под именем самого Лобанова-Ростовского. Согласно официальной точке зрения, высокопоставленный сановник «составил её по материалам, которые он ранее собирал для князя П. В. Долгорукова».
Между тем генеалоги В. В. Руммель и В. В. Голубцов, не ожидая продолжения «Российской родословной книги», принялись за составление родословных тех фамилий, которые не были охвачены изданием Долгорукова. Результат их работы увидел в свет в 1886—1887 годах под названием «Родословный сборник русских дворянских фамилий».

## Издания
- Долгоруков, П. В. Российская родословная книга : в 4 т.. — СПб. : Тип. Карла Вингебера, 1854—1857.
- Лобанов-Ростовский, А. Б. Русская родословная книга : в 2 т.. — 2-е изд. — СПб. : Издание А. С. Суворина, 1895.